# Ventana de Kaiser

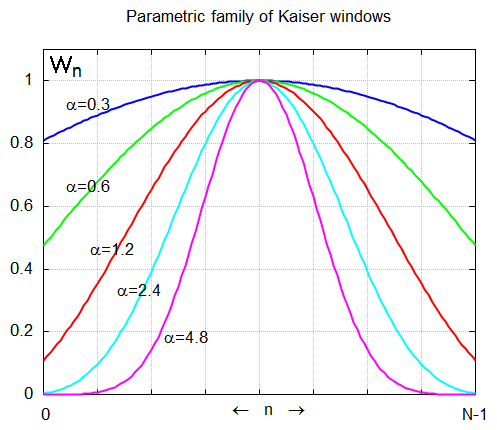
Familia de ventanas Kaiser.

La ventana de Kaiser es una ventana wk muy cercana a la ideal utilizada para procesamiento digital de señales definida por la fórmula:
{\displaystyle w_{k}=\left\{{\begin{matrix}{\frac {I_{0}(\pi \alpha {\sqrt {1-(2k/n-1)^{2}}})}{I_{0}(\pi \alpha )}}&{\mbox{si }}0\leq k\leq n\\\\0&{\mbox{resto}}\\\end{matrix}}\right.}
donde I0 es la función de Bessel modificada de primer tipo de orden cero, α es un número real arbitrario que determina la forma de la ventana y n es un número natural que determina el tamaño de la ventana.